# Воровайки
«Воровайки» — российская женская группа, работающая в жанре русский шансон (создателями данный жанр обозначен как блат-поп). Создана в конце 1999 года продюсерами Спартаком (Степаном) Арутюняном и Валерием Лизнером, позднее продана Юрию Алмазову (настоящая фамилия — Надыктов). Композитором, автором песен (совместно с Валерием Лизнером) и со-продюсером проекта был Спартак Арутюнян, который покинул проект в 2004 году, затем большая часть песен для группы была написана уже Юрием Алмазовым.
В 2019 году после смерти своего создателя Юрия Алмазова, группа перешла под полный контроль к его сыну Никите Надыктову.
В июне 2024 года состав группы был полностью обновлён.

## Состав группы
| Период                        | Состав          | Состав                       | Состав                       | Состав             | Состав                       |
| ----------------------------- | --------------- | ---------------------------- | ---------------------------- | ------------------ | ---------------------------- |
| сентябрь 2000 — декабрь 2001  | Диана Теркулова | Яна Павлова-Лацвиева         | Ирина Нагорная               | —                  | —                            |
| декабрь 2001 — январь 2002    | Диана Теркулова | Яна Павлова-Лацвиева         | Светлана Азарова             | —                  | —                            |
| январь 2002 — март 2004       | Диана Теркулова | Наталья Лушникова (Быстрова) | Светлана Азарова             | —                  | —                            |
| март 2004 — 31 декабря 2005   | Диана Теркулова | Наталья Лушникова (Быстрова) | Лариса Надыктова             | —                  | —                            |
| 1 января 2006 — июнь 2007     | Диана Теркулова | Елена Мишина                 | Лариса Надыктова             | Юлианна Пономарёва | —                            |
| июнь — июль 2007              | Елена Мишина    | —                            | Лариса Надыктова             | Юлианна Пономарёва | —                            |
| июль 2007 — январь 2008       | Елена Мишина    | Яна Павлова-Лацвиева         | Лариса Надыктова             | Юлианна Пономарёва | —                            |
| январь 2008 — август 2009     | Елена Мишина    | Яна Павлова-Лацвиева         | Лариса Надыктова             | —                  | —                            |
| август 2009 — 30 декабря 2009 | —               | Яна Павлова-Лацвиева         | Лариса Надыктова             | —                  | —                            |
| 30 декабря 2009 — август 2019 | Диана Теркулова | Яна Павлова-Лацвиева         | Лариса Надыктова             | —                  | —                            |
| август 2019 — февраль 2021    | Диана Теркулова | Яна Павлова-Лацвиева         | Лариса Надыктова             | Светлана Ларионова | —                            |
| февраль — апрель 2021.        | Диана Теркулова | Яна Павлова-Лацвиева         | Лариса Надыктова             | Светлана Ларионова | Наталья Лушникова (Быстрова) |
| апрель 2021 — июнь 2024       | Диана Теркулова | Светлана Ларионова           | Наталья Лушникова (Быстрова) | —                  | —                            |
| июнь 2024 — август 2024       | Ксения Шапиро   | Софья Морозова               | Валерия Москальчук           | —                  | —                            |
| август 2024— н.в.             | —               | Софья Морозова               | Валерия Москальчук           | —                  | —                            |

Также, с 2000 по 2021 год во всех составах практически все песни в записи исполняла своим голосом Яна Павлова-Лацвиева, в период с 2001 по 2007 год работа на концертах осуществлялась под фонограмму с её голосом.

## Критика
Группа иногда приводится как пример низкого музыкального вкуса: «те, кто может оценить игру скрипичной группы, вряд ли проявят большой интерес к творчеству ансамбля «Воровайки».
Группа — первая и единственная, созданная её продюсером Юрием Алмазовым по «классической» схеме поп-групп. Отмечается, что музыка содержит чисто «попсовые» и танцевальные ритмы, а исполнители, в отличие от остальных исполнителей в жанре шансон, хоть в текстах и использовали жаргон, но и не пытались играть голосом, вызывая сочувствие.
Легенда жанра «русский шансон», автор-исполнитель Александр Новиков отметил, что песню «Хоп, мусорок!» явно написал «блатующий ботаник, который никогда не сидел в тюрьме».

## Дискография

### Студийные альбомы
1. 2001 — «Первый альбом»
2. 2001 — «Второй альбом»
3. 2002 — «Третий альбом»
4. 2002 — «Чёрные цветы»
5. 2003 — «Держи вора!»
6. 2004 — «Шестой альбом»
7. 2006 — «Седьмой альбом»
8. 2006 — «Подруги»
9. 2007 — «Украденная любовь»
10. 2009 — «Десятый альбом»
11. 2009 — «XI»
12. 2013 — «Московские улочки»
13. 2018 — «Бриллиантики»
14. 2019 — «Начало»
15. 2021 — «Пролетают быстро годы»
16. 2024 — «Кошелёчки-чемоданчики»
17. 2024 — «Стоп, вагончик»

### Ремиксовые альбомы
1. 2002 — «Воровайки & DJ Вася — Remix’ы Наколочки»
2. 2005 — «Воровайки & DJ Вася — Remix’ы»
3. 2007 — «Акустический альбом»

### EP (мини-альбомы)
1. 2021 — «С Новым годом!»

### Синглы
1. 2021 — «Прыг-Скок»
2. 2021 — «Тополя-Предатели» (ft. Группа Владимир)
3. 2021 — «Пролетают быстро годы»
4. 2021 — «С Новым Годом!»
5. 2022 — «Евровидение»
6. 2022 — «Казанова»
7. 2023 — «Ты же обещал»
8. 2023 — «Мама, участкового люблю»
9. 2023 — «Кошелёчки-чемоданчики»
10. 2023 — «В притоне»
11. 2023 — «Вот такая любовь»
12. 2024 — «Спасибо русскому солдату»
13. 2024 — «Снегири»
14. 2024 — «Стоп, вагончик»
15. 2024 — «Замерзаешь»
16. 2024 — «Мерцали тихо звёзды»
17. 2024 — «Разборочки»
18. 2024 — «На Московских улочках»
19. 2024 — «Север» (ft. АлСми)
20. 2024 — «Новое поколение»
21. 2024 — «Судьба жестокая»
22. 2024 — «Шлимазл»
23. 2024 — «Марго»
24. 2024 — «Ой, тётя»
25. 2025 — «За забором высоким»
26. 2025 — «Облава»
27. 2025 — «В первый раз»
28. 2025 — «Ой мама, украду» (ft. Edgar)

### Сборники
1. 2003 — «Мачо»
2. 2005 — «На лазурном берегу (Серия Легенды жанра)»
3. 2008 — «Роза ветров (Серия Легенды жанра)»
4. 2010 — «Москва-Торонто»
5. 2010 — «Танго»
6. 2011 — «Романсы»
7. 2011 — «Grand Collection»
8. 2011 — «Полярная звезда»
9. 2013 — «Знает только небо»
10. 2013 — «Дуэты»

### Дуэты
| Название песни         | Соисполнитель     |
| ---------------------- | ----------------- |
| «Девчонка рыжая»       | Виктор Королёв    |
| «Ты меня достала»      | Виктор Королёв    |
| «Помнишь вечер?»       | Сергей Завьялов   |
| «Прощальная осень»     | Владимир Ждамиров |
| «Ты грустишь»          | Дмитрий Волгин    |
| «Девчонка-воровайка»   | Сергей Завьялов   |
| «Красивые девчонки»    | Мафик             |
| «Пьяная вишня»         | Игорь Кибирев     |
| «Разные маршруты 2023» | Владимир Ждамиров |
| «Придумали»            | Владимир Ждамиров |

### Другое
1. 2007 — «Два Крыла» (сольный альбом Дианы Теркуловой);
2. 2008 — «Дуэты» (сольный альбом Яны Павловой-Лацвиевой);
3. 2009 — «Бутырка & Воровайки» — Две супер-группы в одном альбоме
4. 2020 — «Ассорти» (сольный альбом Дианы Теркуловой).

### В составе проекта «4 Масти»
1. 2009 — «Второй альбом»

## Видеография
| Год  | Название                                   | Режиссёр                       | Состав                                             | Альбом                  |
| ---- | ------------------------------------------ | ------------------------------ | -------------------------------------------------- | ----------------------- |
| 2009 | «Каманча»                                  | Никита Алмазов (Надыктов)      | Е.Мишина, Я.Павлова, Л.Надыктова                   | «Десятый альбом»        |
| 2020 | «Прощальная осень» (ft. Владимир Ждамиров) | Александр Чудопалов            | Д.Теркулова, Я.Павлова, Л.Надыктова, С. Ларионова  | TBA                     |
| 2021 | «Помнишь вечер?» (ft. Сергей Завьялов)     | Александр Чудопалов            | Д.Теркулова, Я.Павлова, Л.Надыктова, С. Ларионова  | TBA                     |
| 2021 | «Зори ясные»                               | Александр Чудопалов            | Д.Теркулова, С. Ларионова, Н. Лушникова (Быстрова) | «Пролетают быстро годы» |
| 2021 | «Прыг-скок!»                               | Егор Зезюков и Никита Касьянов | Д.Теркулова, С. Ларионова, Н. Лушникова (Быстрова) | «Пролетают быстро годы» |
| 2021 | «Тополя-предатели» (ft. гр. «Владимир»)    | Александр Чудопалов            | Д.Теркулова, С. Ларионова, Н. Лушникова (Быстрова) | TBA                     |
| 2021 | «Пролетают быстро годы»                    | Александр Чудопалов            | Д.Теркулова, С. Ларионова, Н. Лушникова (Быстрова) | «Пролетают быстро годы» |
| 2021 | «С Новым годом!»                           | Александр Чудопалов            | Д.Теркулова, С. Ларионова, Н. Лушникова (Быстрова) | «С Новым годом!»        |
| 2023 | «Ты же обещал»                             | Александр Чудопалов            | Д.Теркулова, С. Ларионова, Н. Лушникова (Быстрова) | TBA                     |
| 2023 | «Мама, участкового люблю»                  | Александр Чудопалов            | Д.Теркулова, С. Ларионова, Н. Лушникова (Быстрова) | TBA                     |

Также у группы выпущен DVD с записью концерта группы в Санкт-Петербурге (2003 г.) и DVD с записью концерта в Ликино, Владимирская обл., в ИК-10. (2007 г.)